# Cyardium cribrosum
Cyardium cribrosum là một loài bọ cánh cứng trong họ Cerambycidae.